# فونيلاس
بلدية فونيلاس (بالإسبانية: Fonelas) هي بلدية تقع في مقاطعة غرناطة التابعة لمنطقة أندلوسيا جنوب إسبانيا.

## الديموغرافيا
بلغ عدد سكان بلدية فونيلاس 1.093 نسمة عام 2011 (وفقاً للمعهد الوطني الإسباني للإحصاء).
| 1.306 | 1.256 | 1.171 | 1.165 | 1.126 | 1.118 | 1.093 |